# Banco de Indochina

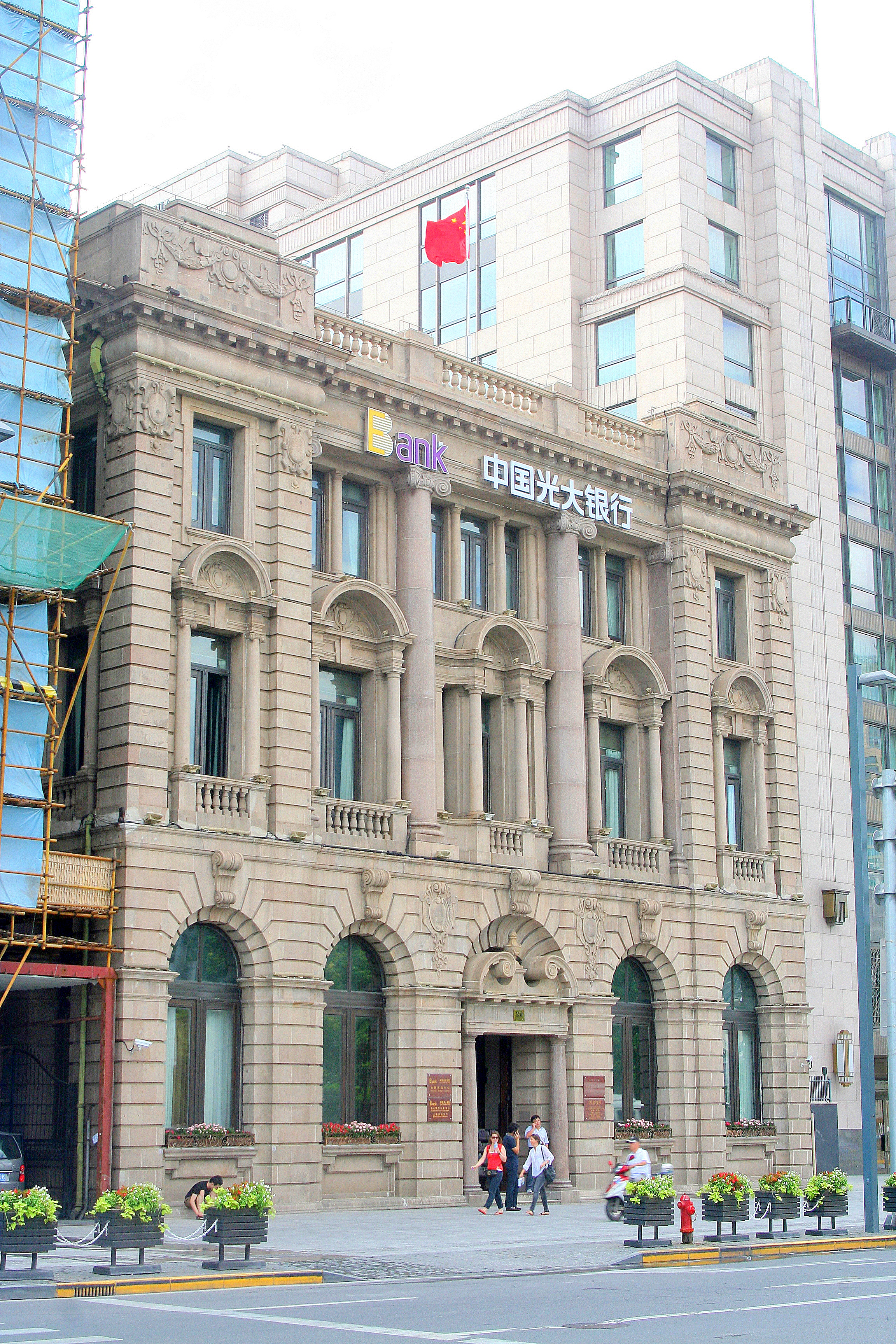
El antiguo edificio del Banco de Indochina en The Bund, Shanghái, fue construido en estilo renacentista francés en 1910.

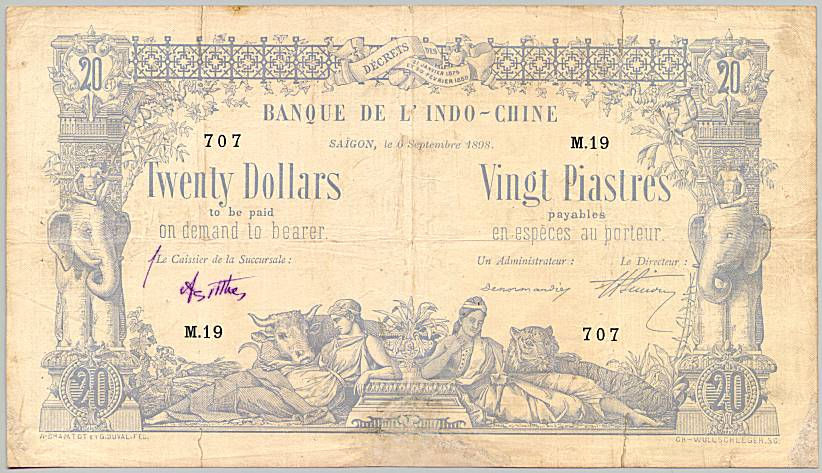
20 piastras de la Indochina francesa de 1898 (oficina de Saigón).

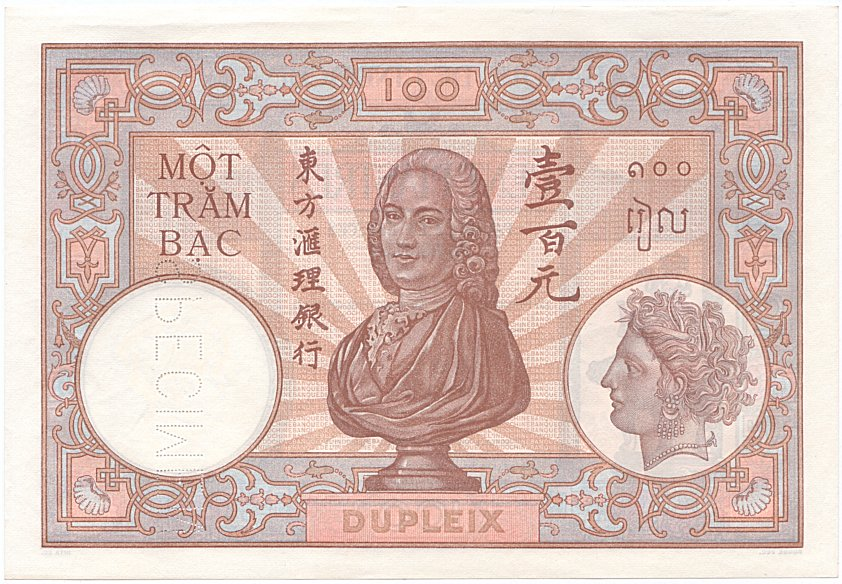
El general de la Indochina francesa Dupleix en un billete de 1932 de 100 piastras.

El Banco de Indochina (en francés: Banque de l'Indochine) fue un banco fundado en París el 21 de enero de 1875 para operar en Indochina, Asia y el Pacífico. Emitía moneda, no solo en los territorios franceses, sino también en la China Qing (después China) y en otros lugares. Hasta la II Guerra Mundial, el banco experimentó tres fases de desarrollo. Desde 1875 hasta 1888, funcionó como un banco colonial para ayudar al gobierno francés a gestionar sus propiedades coloniales en el Sudeste Asiático. Después desde 1889 hasta 1900, el banco cambió sus operaciones en Indochina a China. Desde entonces, desde 1900 hasta 1941, el banco representó los intereses del gobierno francés en el despacho de la indemnización a los bóxers y las transacciones de comercio internacional entre Francia y China Qing (después China). Se fusionó con el Banco de Suez para formar el Banco Indosuez, que fue entonces adquirido por el grupo Crédit Agricole, que operó el banco adquirido como Crédit Agricole Indosuez (CAI), hasta la fusión de 2004 con Crédit Lyonnais, que creó Calyon.

## Sucursales en Asia
| Ciudad          | País                        | Apertura          | Cierre |
| --------------- | --------------------------- | ----------------- | --- |
| Tokio           | Japón                       | Noviembre de 1942 | Septiembre de 1945 |
| Yokohama        | Japón                       | Julio de 1941     | Noviembre de 1942 |
| Cantón          | China Qing después China    | 1889              | |
| Shanghái        | China Qing después China    | 1899              | 1955 |
| Tianjin         | China Qing después China    | 1902              | |
| Pekín           | China Qing después China    |                   | |
| Hanói           | Indochina                   | 1887              | |
| Haiphong        | Indochina                   | 1885              | |
| Guangzhouwan    | Colonia francesa            | 1926              | |
| Hong Kong       | Colonia británica           | 1894              | 1974 |
| Singapur        | Colonia británica           | 1905              | |
| Port Vila       | Condominio franco-británico | 1948              | Indosuez integra sus sucursales en 1978 para formar Banco Indosuez Vanuatu. En 1993, el Banco Indosuez vende sus actividades en Vanuatu al Banco de Hawái. |
| Papeete         | Polinesia francesa          | 1905              | Banco de emisión moneda hasta mediados de los años 1960. En 1990, Westpac adquiere las operaciones de Indosuez en Tahití.                                  |
| Nueva Caledonia | Colonia francesa            | 1888              | Banco de emisión de moneda hasta 1966. |